# 泰勒 (內布拉斯加州)
泰勒（英語：Taylor）是一個位於美國內布拉斯加州盧普縣的村。根據2010年美國人口普查，該地共人口190人，而該地的面積約為0.68平方千米。同時該地也是盧普縣的縣治。

## 地理
泰勒的座標為41°46′10″N 99°22′50″W / 41.76944°N 99.38056°W，而該地的平均海拔高度為691米（即2267英尺）。